# Oltișor
Oltișor je lijeva pritoka rijeke Balta Dascălului u Rumunjskoj. Ulijeva se u Balta Dascălului kod Cioroiua. Duljina joj je 260km, a površina porječja 159 km2. Gornji tok rijeke poznat je i kao Criva.